# روجر بوكيه
روجر بوكيه Roger Bocquet (9/ أبريل/ 1921 - 10 /مارس /1994)  كان لاعب كرة قدم سويسريًا خلال أربعينيات وخمسينيات القرن الماضي. لعب في مركز الظهير (مدافع) وشارك في كأس العالم 1950 وكأس العالم فيفا لعام 1954. أصر على اللعب خلال كأس العالم 1954 (ولعب جميع المباريات الأربع) على الرغم من إصابته بورم في المخ. تم إجراء عملية جراحية له فيما بعد وتم شفائه.
فاز بوكيه بـ 48 مباراة دولية لسويسرا وسجل هدفين. لعب ناديه لكرة القدم لنادي لوزان الرياضي.
توفي في مارس 1994.